# 사토 다이키 (1999년)
사토 다이키(일본어: 佐藤 大樹, 1999년 4월 23일~)는 일본의 축구 선수이다.

## 구단 경력
그는 2021년 J2리그의 FC 마치다 젤비아에 입단했다. 2023년 5월 J3리그의 YSCC 요코하마로 이적했다. 2024년 J2리그의 블라우블리츠 아키타로 이적했다.